# Vehicul pentru intervenții descarcerare
.

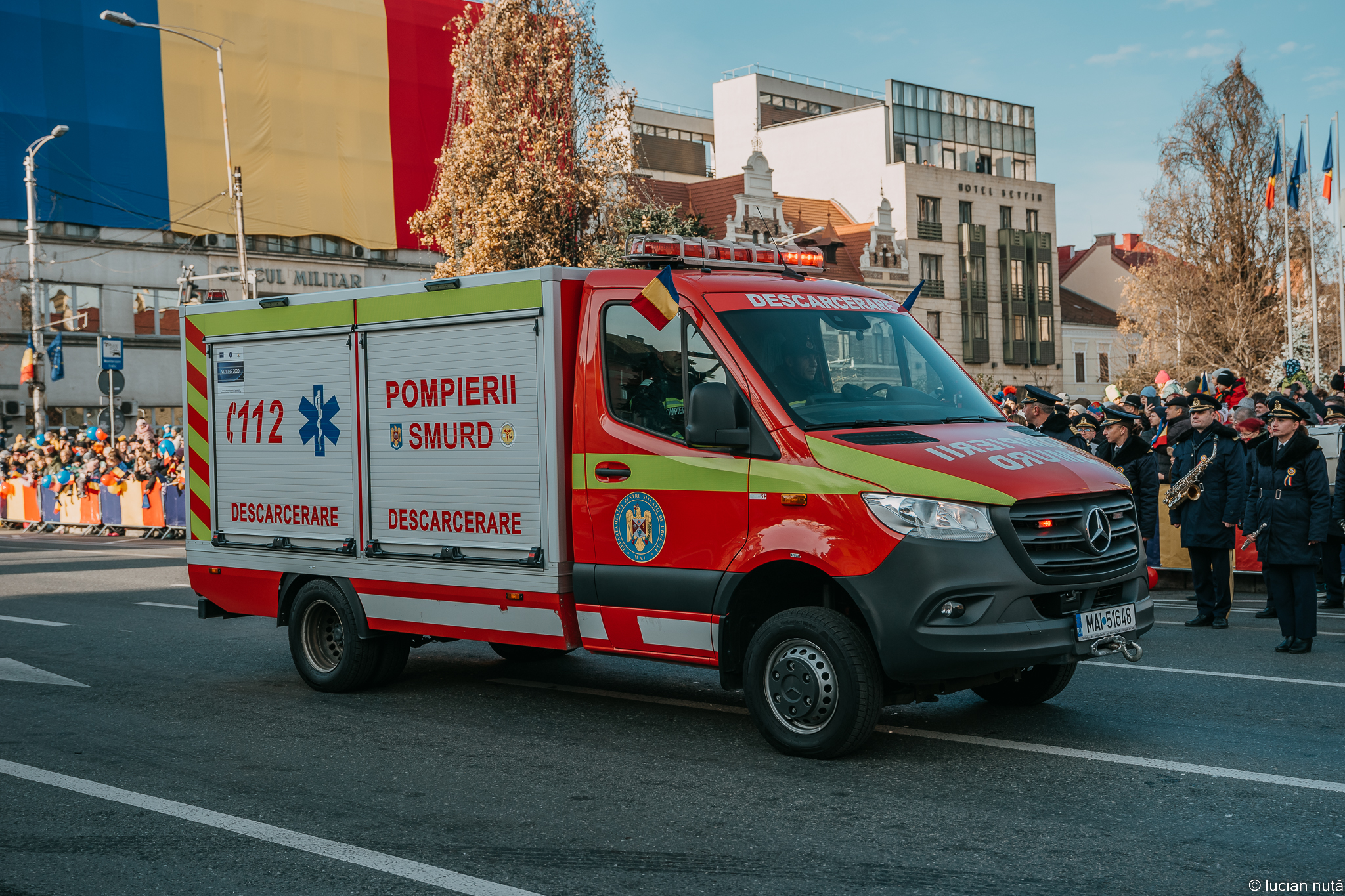
Autospecială descarcerare pompieri la defilare de Ziua Națională în Cluj-Napoca

Vehiculele pentru intervenție descarcerare sunt autovehicule destinate intervențiilor în caz de accidente, situații de urgență, sau oriunde sunt implicate victime încarcerat. Ele oferă posibilitatea de intervenție rapidă a unui echipaj, pentru a asigura primul ajutor medical calificat în caz de urgență.

## Autospecială de descarcerare
Acest tip de autospecială este destinat salvării persoanelor implicate în accidente rutiere și alte situații de urgență, precum și asigurării primului ajutor. Autospeciala este dotată cu echipamente complexe pentru descarcerare, iluminarea zonei de intervenție, generator hidraulic, generator electric, aparate de respirat, diverse tărgi pentru transport victime, trusă medicala de prim ajutor și dispozitive de stingere.